# Spoorlijn Aarhus - Aalborg
De spoorlijn Århus - Aalborg is een hoofdspoorlijn tussen Århus en Aalborg in het noordoosten van het schiereiland Jutland in Denemarken.

## Geschiedenis
De lijn tussen Århus en Randers werd in 1862 geopend door de Danske Statsbaner, in 1869 volgde het gedeelte tussen Randers en Aalborg. In 1953 was de volledige lijn op dubbelspoor gebracht en geleidelijk aan gemoderniseerd tussen 1978 en 1979 om de maximumsnelheid te verhogen.

## Treindiensten

### DSB
De Danske Statsbaner (DSB) verzorgt het personenvervoer op dit traject met RE / RB treinen.

## Aansluitingen
In de volgende plaatsen is of was er een aansluiting op de volgende spoorlijnen:

### Århus
- Århus - Ryomgård (Grenaabanen)
- Århus - Hov (Odderbanen)
- Århus - Thorsø (Hammelbanen)
- Fredericia - Århus

### Laurbjerg
- Langå - Bramming (Diagonalbanen)

### Langå
- Langå - Bramming (Diagonalbanen)
- Langå - Struer

### Randers
- Randers - Grenaa (Grenaabanen)
- Randers - Hadsund

### Fårup
- Mariager - Viborg

### Hobro
- Hobro - Løgstør (Himmerlandsbanerne)

### Svenstrup
- Svenstrup - Hvalpsund (Hvalpsundbanen)

### Aalborg
- Aalborg - Frederikshavn (Vendsysselbanen)
- Aalborg - Hadsund